# Ablepharus
Ablepharus är ett släkte av ödlor som ingår i familjen skinkar.
Arterna förekommer i Europa och västra Asien. Kännetecknande för släktet är de sammanvuxna och genomskinliga ögonlocken. Arten Ablepharus kitaibelii hölls ofta som terrariedjur.

## Taxonomi
Arter enligt Catalogue of Life:
- Ablepharus bivittatus
- Ablepharus chernovi
- Ablepharus darvazi
- Ablepharus deserti
- Ablepharus grayanus
- Ablepharus kitaibelii
- Ablepharus pannonicus

The Reptile Database förtecknar ytterligare 3 arter:
- Ablepharus budaki
- Ablepharus lindbergi
- Ablepharus rueppellii